# Cadolive
Cadolive ist eine französische Gemeinde mit 2219 Einwohnern (Stand 1. Januar 2022) im Département Bouches-du-Rhône in der Region Provence-Alpes-Côte d’Azur.

## Geografie
Die Gemeinde liegt 25 Kilometer nordöstlich von Marseille und zwischen Gardanne und Aubagne. Nachbarorte sind Saint-Savournin (drei Kilometer), Roquevaire (acht Kilometer), Peypin (drei Kilometer) und Auriol (acht Kilometer).

## Geschichte
Bis 1900 war Cadolive ein Ortsteil von Saint-Savournin. Dennoch hatte das Dorf auch schon vorher eine weitgehende Unabhängigkeit: Es hatte bereits eine Schule, eine Post, eine Kirche und einen Friedhof. Die Kirche, die nach dem heiligen Lazarus benannt ist (Saint-Lazare), wurde 1851 gebaut und 1854 zur Kirchengemeinde erhoben. Über dem Kirchturm gibt es eine Turmuhr, die 1908 ersetzt wurde. 
Seit 1867 sicherte ein Brunnen die Trinkwasserversorgung des Ortes. 1894 eröffnete eine Poststelle im Ort. Ein Jahr später eröffnete die erste öffentliche Schule. Bereits seit 1879 hatte es eine private Mädchenschule gegeben. 1902 ließ der erste Bürgermeister, Albert Armand, auf seine Kosten das Rathaus bauen. Im selben Jahr entstand hinter dem Rathaus eine kleine Klinik, um Müttern bei der Geburt zu helfen. 1909 wurde die Straßenbeleuchtung eingeführt und 1911 entstanden die Vorläufer von öffentlichen Toiletten. Cadolive war, wie auch seine Nachbarorte, stark durch den Bergbau geprägt. Der erste Bürgermeister, Albert Armand, besaß eine Mine auf dem Gemeindegebiet von Peypin. Sie wurde im Jahr 1954 geschlossen.

## Sehenswürdigkeiten
- Pfarrkirche

## Demografie

### Bevölkerungsentwicklung
| Jahr      | 1962 | 1968 | 1975 | 1982 | 1990 | 1999 | 2008 | 2016 |
| Einwohner | 1138 | 1125 | 1112 | 1239 | 1626 | 2087 | 2136 | 2159 |

### Altersstruktur
27 Prozent der Bevölkerung sind 19 Jahre alt oder jünger. Sechs Prozent der Bevölkerung sind 75 Jahre alt oder älter.

## Persönlichkeiten
- Jacques Bens (1931–2001), Schriftsteller